# Paul Delombre
Paul Delombre, né le 18 mars 1848 à Maubeuge et mort le 8 novembre 1933 à Neuilly-sur-Seine, avocat et homme politique français.

## Biographie
Il a été ministre du Commerce, de l'Industrie, des Postes et Télégraphes du 1er novembre 1898 au 18 février 1899 dans le gouvernement Charles Dupuy (4).
Avocat au barreau de Paris en 1871, il est, de 1878 à 1932, chargé de la partie économique et sociale du journal Le Temps, publiant des articles presque quotidiennement. Il est député des Basses-Alpes de 1893 à 1906, conseiller général du canton d'Allos de 1898 à 1910 et président du conseil général de 1899 à 1906.
Gustave Le Bon lui dédie son livre Psychologie du Socialisme.

## Distinctions
- Grand officier de la Légion d'honneur (14 janvier 1928)[1]
- Commandeur de l'ordre du Mérite agricole
- Grand-croix de l'ordre de la Couronne d'Italie

## Sources
- « Paul Delombre », dans le Dictionnaire des parlementaires français (1889-1940), sous la direction de Jean Jolly, PUF, 1960 [détail de l’édition]